# Řebčík kostkovaný
Řebčík kostkovaný (Fritillaria meleagris) je vytrvalá cibulovitá rostlina z čeledi liliovitých. V roce 1993 se stal německou Rostlinou roku.

## Popis
Řebčík kostkovaný vyrůstá do výšky asi 15–30 cm. Na nevětveném kulatém stvolu vyrůstají střídavé čárkovité listy a jeden až dva převislé květy. Koruna je šestičetná, modrofialová a jemně bíle kostkovaná, vzácně bílá s narůžovělými či zelenými žilkami.

## Výskyt
Roste na nehnojených zaplavovaných nebo vlhkých loukách. Vyskytuje se zejména ve střední a jižní Evropě. Kvete v březnu až květnu a plod je tobolka. Ve volné přírodě je v ČR velmi vzácná (možná jen zplanělá) a patří mezi ohrožené druhy, zato se často pěstuje v zahrádkách a na skalkách, a to i v různobarevných kultivarech.